# Władimir Jerofiejew (1909–1986)
Władimir Jakowlewicz Jerofiejew (ros. Влади́мир Я́ковлевич Ерофе́ев, ur. 1909, zm. 1986) – radziecki dyplomata.

## Życiorys
Należał do WKP(b), do 1938 ukończył 3 kursy Moskiewskiego Instytutu Obrabiarko-Instrumentalnego, 1939 był zastępcą kierownika, a od 1939 do września 1940 kierownikiem Wydziału Konsularnego Ludowego Komisariatu Spraw Zagranicznych ZSRR. Od września 1940 do 1942 radca Ambasady ZSRR w Turcji, 1942-1948 zastępca kierownika Wydziału II Europejskiego Ludowego Komisariatu/Ministerstwa Spraw Zagranicznych ZSRR, 1948-1949 kierownik Wydziału Państw Latynoamerykańskich MSZ ZSRR, 1949-1952 radca Ambasady ZSRR w W. Brytanii. Od 17 maja 1952 do 27 października 1953 formalnie ambasador nadzwyczajny i pełnomocny ZSRR w Urugwaju, jednak nie złożył gramoty uwierzytelniającej, 1952-1954 był radcą MSZ ZSRR, 1954-1955 radcą-pełnomocnikiem Ambasady ZSRR we Francji, 1955-1958 kierownikiem Wydziału II Europejskiego MSZ ZSRR, 1958-1959 kierownikiem Wydziału Państw Bliskiego Wschodu MSZ ZSRR. Od 6 sierpnia 1959 do 16 czerwca 1965 ambasador nadzwyczajny i pełnomocny ZSRR w ZRA, od 14 sierpnia 1959 do 18 lipca 1962 ambasador nadzwyczajny i pełnomocny ZSRR w Jemenie, od 3 stycznia 1968 do 29 stycznia 1977 ambasador nadzwyczajny i pełnomocny ZSRR w Iranie.